# Сан Лоренцо
Вижте пояснителната страница за други значения на Сан Лоренцо.
Сан Лоренцо (на италиански: San Lorenzo) е малък град и община в Южна Италия.

## География
Градът се намира в област (регион) Калабрия на провинция Реджо Калабрия. Разположен е на брега на Йонийско море на около 20 km на югоизток от Реджо ди Калабрия. Основан е в началото на 10 век. Морски курорт. Има жп гара и малко пристанище. Население 2611 жители от преброяването през 2012 г.